# Zein (Protein)

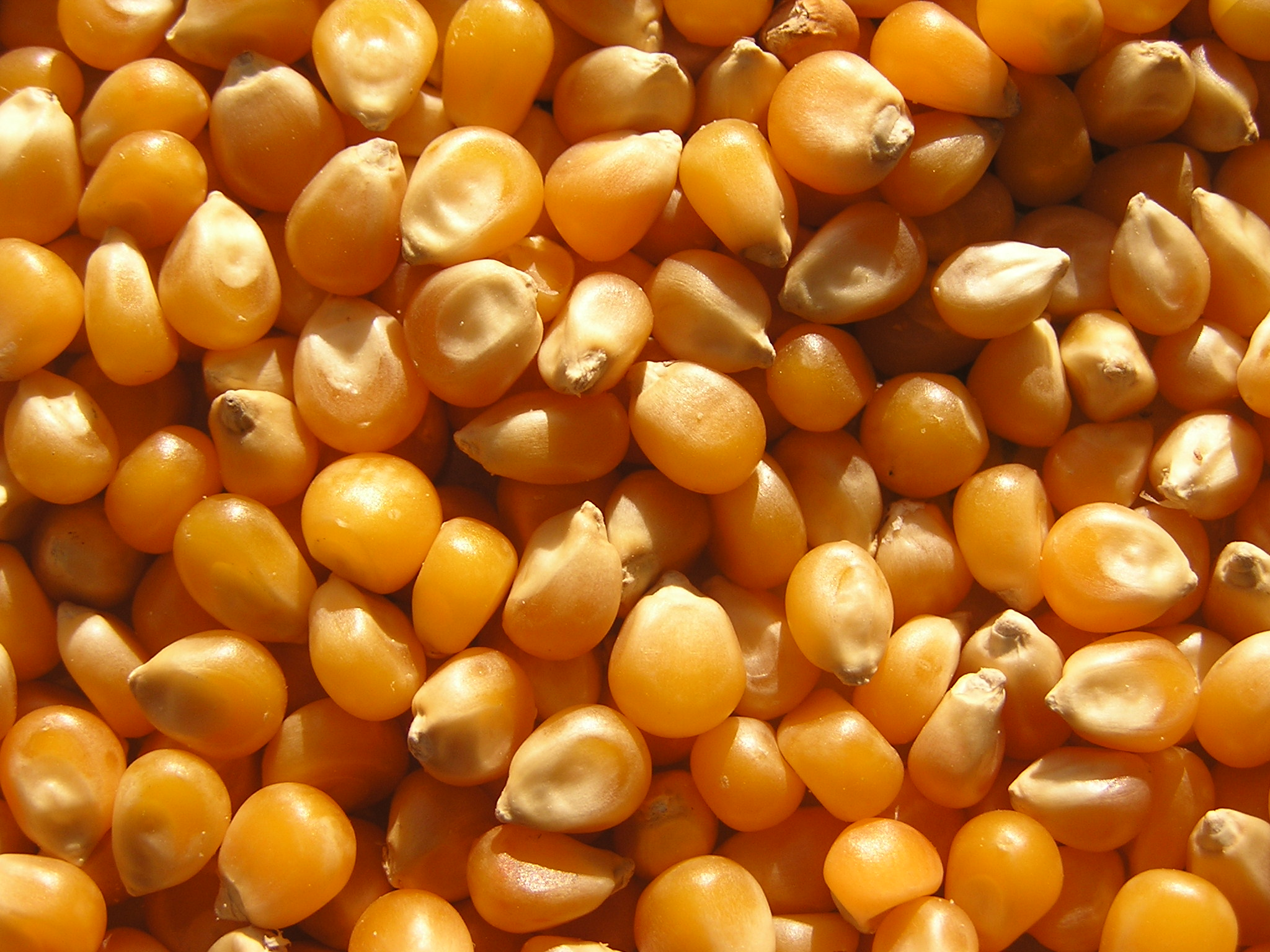
Maiskerne

Zeine sind eine Gruppe von Proteinen aus Zea mays, die als Speicherproteine in Maiskernen vorkommen.

## Eigenschaften
Zeine sind farb-, geruch- und geschmacklos, wenig wasserlöslich und essbar. Zein gehört zu den Alpha-Prolaminen und hat relativ hohe Anteile der Aminosäuren Glutamin, Prolin, Alanin und Leucin sowie mehrere Wiederholungen in ihrer Aminosäuresequenz. Im Mais machen die Zein-Proteine von 22 kDa und 19 kDa etwa 70 % der Speicherproteine aus. Sie bestehen jeweils aus neun schräg zylindrisch angeordneten antiparallelen Helices. Das Zein von 22 kDa wird durch 23 Gene in einem Gen-Cluster codiert, die in ihrer Genexpression unterschiedlich reguliert werden.
Zein-Proteine sind in den USA als Beschichtung für Tabletten und Nahrungsmittel zugelassen und von der USFDA als Generally Recognized As Safe klassifiziert. Die Gewinnung erfolgt aus Maismehl oder Maisproteinen (als Koppelnutzung) durch alkalische Wasser-und-Isopropanol-Extraktion mit Natriumhydroxid. Durch Abkühlen oder durch Extrusion in ein säurehaltiges Bad bildet sich ein Präzipitat des Zeins.
Zein befindet sich als thermoplastischer bio-basierter Kunststoff in Entwicklung, zum Teil als Mischung mit Stärke-basierten Füllstoffen.
Zein wurde von 1948 bis 1958 auch als Rohstoff für Regeneratfasern durch die Virginia-Carolina Corporation unter dem Markennamen Vicara in Mischungen mit Wolle, Nylon, Cupro (zu je 25 %) verwendet, da Vicara alleine zur Schrumpfung neigte und weniger abriebfest war.